# Jänisvaara (kulle i Östra Lappland)
Jänisvaara är en kulle i Finland. Den ligger i Posio i landskapet Lappland, i den norra delen av landet, 700 km norr om huvudstaden Helsingfors. Toppen på Jänisvaara är 350 meter över havet, eller 60 meter över den omgivande terrängen. Bredden vid basen är 7,3 km.
Terrängen runt Jänisvaara är huvudsakligen platt. Trakten runt Jänisvaara är nära nog obefolkad, med mindre än två invånare per kvadratkilometer.